# Princess Blade
Pour plus de détails, voir Fiche technique et Distribution.
Princess Blade (修羅雪姫, Shurayuki hime) est un film d'action japonais réalisé par Shinsuke Satō et sorti en 2001. Le film est adapté du manga Lady Snowblood de Kazuo Kamimura et Kazuo Koike.

## Synopsis
Une jeune femme cherche la vengeance contre les meurtriers en les tuant l'un après l'autre.

## Fiche technique
- Titre : Princess Blade
- Titre original : Shurayuki hime (修羅雪姫?)
- Réalisation : Shinsuke Satō
- Scénario : Shinsuke Satō et Kei Kunii d'après le manga de Kazuo Kamimura et Kazuo Koike
- Photographie : Taro Kawazu
- Montage : Hirohide Abe
- Musique : Kenji Kawai
- Producteur : Takashige Ichise
- Pays d'origine :  Japon
- Format : couleurs
- Durée : 92 min
- Dates de sortie :
  - Japon : 15 décembre 2001
  - Allemagne : 11 février 2002 (Berlinale)
  - France : septembre 2003

## Distribution
- Hideaki Itō : Takashi
- Yumiko Shaku : Yuki
- Shirō Sano : Kidokoro
- Yōichi Numata : Kuka
- Kyūsaku Shimada : Byakurai
- Yōko Chōsokabe : Soma
- Yōko Maki : Aya
- Naomasa Musaka : Kiri
- Yutaka Matsushige : Anka
- Shintarō Sonooka (en) : le fugitif
- Takashi Tsukamoto : ami de Takashi
- Lowell Bartholomee : voix supplémentaires (version anglaise)
- Russell Bartholomee : ami de Takashi (version anglaise)
- Kimberly Dilts : Yuki (version anglaise)
- Dom Elsnor : Chain Wielder (version anglaise)
- Lyle Faubert : Anka (version anglaise)
- Robert Fisher : voix supplémentaires (version anglaise)
- Samuel Harlow : voix supplémentaires (version anglaise)
- Jessica Hedrick : Aya (version anglaise)
- Joey Hood : Kiri (version anglaise)
- Samantha Inoue Harte : voix supplémentaires
- Grant James : Kuka (version anglaise)
- Judson Jones : Kidokoro (version anglaise)
- Jason Martoni : voix supplémentaires (version anglaise)
- Ellie McBride : Soma (version anglaise)
- Michael T. Mergen : Renkyo (version anglaise)
- Russ Roten : Byakurai (version anglaise) (as Russ Rotan)
- Adam Sultan : Takashi (version anglaise)
- Chan Yeuw : voix supplémentaires (version anglaise)